# Volker Weidler
Volker Hermann Weidler (Heidelberg, 18 marzo 1962) è un pilota automobilistico tedesco.

## Carriera
Vincitore del campionato di Formula 3 tedesca nel 1985, si iscrisse a 10 Gran Premi di Formula 1 nel 1989 con la non competitiva Rial, non riuscendo mai a qualificarsi per la gara. Nei due anni successivi ricoprì il ruolo di collaudatore per la Tyrrell senza tuttavia prendere il via ad alcuna corsa.
Dal 1990 al 1992 corse anche nella Formula 3000 giapponese, duellando spesso per il titolo con Kazuyoshi Hoshino e Ross Cheever ed ottenendo molta popolarità nell'ambiente.
Partecipò varie volte alla 24 Ore di Le Mans, dove, assieme a Johnny Herbert e Bertrand Gachot conquistò l'edizione del 1991 a bordo della Mazda 787B.
Nel 1992, mentre era in testa al campionato di Formula 3000 giapponese, fu costretto al ritiro dall'automobilismo a causa di problemi al sistema uditivo, lasciando il posto in squadra ad un suo connazionale divenuto anch'egli poi pilota di Formula 1, Heinz-Harald Frentzen.

## Risultati in Formula 1
| 1989 | Scuderia | Vettura |     |     |     |     |     |     |     |     |    |    |  |  |  |  |  |  |  | Punti | Pos. |
| ---- | -------- | ------- | --- | --- | --- | --- | --- | --- | --- | --- | -- | -- |  |  |  |  |  |  |  | ----- | ---- |
| 1989 | Rial     | ARC2    | NPQ | NPQ | NPQ | NPQ | NPQ | NPQ | NPQ | NPQ | SQ | NQ |  |  |  |  |  |  |  | 0     |      |

| Legenda | 1º posto     | 2º posto | 3º posto    | A punti         | Senza punti/Non class.  | Grassetto – Pole position Corsivo – Giro più veloce |
| Legenda | Squalificato | Ritirato | Non partito | Non qualificato | Solo prove/Terzo pilota | Grassetto – Pole position Corsivo – Giro più veloce |